# Niphetogryllacris finoti
Niphetogryllacris finoti är en insektsart som först beskrevs av Heinrich Hugo Karny 1932.  Niphetogryllacris finoti ingår i släktet Niphetogryllacris och familjen Gryllacrididae. Inga underarter finns listade i Catalogue of Life.